# اس‌اس ماکاندا
اس‌اس ماکاندا (به انگلیسی: SS Malakand) یک زیردریایی بود.